# Bertizarana
Bertizarana är en kommun i Spanien.   Den ligger i provinsen Provincia de Navarra och regionen Navarra, i den nordöstra delen av landet, 300 km nordost om huvudstaden Madrid. Antalet invånare är 628. Arean är 40 kvadratkilometer.
Terrängen i Bertizarana är huvudsakligen kuperad.